# 栗木台
栗木台（くりぎだい）は、神奈川県川崎市麻生区の地名。現行行政地名は栗木台1丁目から栗木台5丁目。住居表示実施済区域。

## 地理
麻生区の西北部に位置する。全域が多摩丘陵の丘陵地の中にあり、鶴見川水系麻生川の支流片平川の最上流部となっている。標高は約55メートルから120メートル程であり、北部に行くほど高い。
西は神奈川県道137号上麻生連光寺線を境界として麻生区栗木1丁目・2丁目、大字栗木、黒川に接する。東は道路を挟んで麻生区栗平1丁目・2丁目である。北は丘陵の尾根部が緑地として残され、麻生区黒川、東京都稲城市の平尾4丁目と隣接する。黒川との境には黒川東農村広場が整備されている。北西は麻生区南黒川であり、小田急多摩線黒川駅が近い。
地区内のほとんどは土地区画整理事業により綺麗に区画された住宅街が広がっており、小規模な公園が点在する。公園名には「とんびいけ公園」「まみ沢公園」などのように、開発以前の旧地名を残す配慮がされている。南部の1丁目には林清寺の公園墓地、柿生霊園がある。
小田急多摩線が北西から南東へ向かって地区内を横断しているが、駅はない。南部は栗平駅に近く、北部は黒川駅が最寄りである。

### 開発以前
1970年代に土地区画整理事業が行われるまで、この地域には農村地帯が広がっていた。多摩丘陵の中に位置し、小高い丘に片平川の源流部を形成する谷が複雑に入り組む地形であった。
小さな谷は谷戸と呼ばれ、水田や畑が開かれた。それぞれ鳶谷戸や狸沢谷戸、小坂谷戸などという地名があり、谷戸の名前を言えば農作業の場所がお互いに分かった。
農業が営まれていた頃は水の便が悪く、「水田は十年のうち六年が不作」といわれるほどであった。鳶谷池や狸沢池といった灌漑用の貯水池が造られ、水不足の時に村の責任者が栓を開け水田に水を送った。

### 地価
住宅地の地価は、2025年（令和7年）1月1日の公示地価によれば、栗木台5-14-4の地点で20万円/m²となっている。

## 歴史
栗木台成立以前の栗木地区の歴史については、栗木の歴史の節を参照すること。
- 1972年（昭和47年） - 川崎市多摩区栗木の東半分の地域に、栗木第一土地区画整理事業組合が発足[11]。小田急多摩線の敷設も進行し、開発が進められる[11]。同年、川崎市が区制施行し川崎市多摩区栗木となる[11]。
- 1974年（昭和49年）-小田急線多摩線が開通。区画整理事業地内を横断する。事業地の南端に栗平駅が開業[11]。
- 1979年（昭和54年）11月1日 - 区画整理事業地で住居表示が実施され、栗木台2丁目・3丁目が成立[5]。
- 1982年（昭和57年）1月18日 - 住居表示の実施に伴い、栗木台1丁目～5丁目が成立[5]。開発総面積は63ヘクタール余り[11]、丘陵の雑木林に囲まれた細い谷戸が伸び、水田が広がっていた農村は広大な住宅街に生まれ変わった。
- 1982年（昭和57年）7月 - 川崎市が区制を再編し多摩区から麻生区を分区。川崎市麻生区栗木台となる[11]。
- 1983年（昭和58年） - この年黒川との境の山にあった柿生小学校黒川分校が閉校し、栗木台5丁目に栗木台小学校が開校[12]。

## 字名・旧地名

### 字名
後の栗木台に相当する地域に存在した小字名は以下の通り。
大字栗木
| 字名 | 読み方   | 現在地その他 |
| ---- | -------- | --- |
| 1号  | いちごう | 旧栗木村域の東北の字。栗木台1丁目と4丁目の一部、栗平1丁目から2丁目の一部を含む。旧村域南東に残存する大字栗木の北部に現存。 |
| 3号  | さんごう | 旧栗木村域の西北の字。現在の栗木台1丁目から5丁目、栗平2丁目の各一部。1982年の住居表示で消滅。                              |

### 旧地名

#### 谷戸名
- 上谷戸[13]

栗木台1丁目1番地付近から鳶池へ続く長大な谷戸のことか。
- 中谷戸[8]

上麻生連光寺線に沿って黒川との境界の切り通しへ続く大きな谷戸。仲谷戸バス停に名を残す。
- 小坂谷戸[9]

栗木台2丁目17番地付近。
- 狸沢谷戸[8]

栗木台4丁目9番地から5丁目15番地の栗木台まみ沢公園へ続いていた谷戸。かつて狸沢池という溜池が造られていた。
- 御嶽さまの谷[7]

栗木台1丁目14番地辺。大正時代以前にかつて御嶽神社があった山の近くの谷戸。
- 細谷戸[8]

栗木台3丁目4番地付近。鳶池の北側にあった谷戸。
- 鳶の谷戸[8]

栗木台3丁目7番地辺。溜池の鳶池があり、鳶池の西側の谷を総称して呼んだ。

#### 小地名
- 菅沢[9][7]

栗木台1丁目8番地辺。菅の生えた沢だったか。現在栗木台すげ沢公園に名を留める。
- 広町[9][7]

栗木台4丁目の4、5、10番地辺り。マチは田の区画のことをさす。耕地が広がり、栗木の穀倉地帯となっていた。
- 清水戸[9][7]

3つの大きな谷戸が片平川の谷に合流するところ。上麻生連光寺線と栗木台からの大通りの交差点辺り、栗木台1丁目1番地付近。村の中心的な場所だった。
- 坊主あらく[9][7]

栗木台5丁目15番地。アラクは原野を開墾して耕地にしたところをさす。坊主頭のように丸い山を開いたからこう呼ぶ。
- 焼畑[9]

読みは「やきっぱた」とも。栗木台1丁目4番地、昔焼畑が行われたか。
- 宮田[7]

栗木台4丁目11番地辺。旧御嶽神社の近くの田んぼ。
- 宮前[7]

旧御嶽神社の近くの田んぼの呼び名。
- 深田[9]

栗木台3丁目15番地辺。深い湿田であった。
- 山野[8]

栗木台2丁目9番地付近。栗木台山野公園に地名が残る。
- 鳶山[8]

栗木台2丁目8番地辺。鳶池の近くにあった山。
- 大六天山[8]

読みは「でーろくてんやま」とも。栗木台1丁目14番地、林清寺柿生霊園北側。昔ここに大六天（第六天）の祠があった。
- 数山[8]

栗木台3丁目10番地付近、細谷戸の上部にあった山。
- 狸沢池[7]

狸沢谷戸の奥にあった溜池。
- 鳶池[8][7]

鳶谷池とも。栗木台3丁目6番地付近。現在の鳶谷池公園の西側にあった溜池。

## 世帯数と人口
2025年（令和7年）6月30日現在（川崎市発表）の世帯数と人口は以下の通りである。
| 丁目        | 世帯数    | 人口    |
| ----------- | --------- | ------- |
| 栗木台1丁目 | 690世帯   | 1,353人 |
| 栗木台2丁目 | 349世帯   | 766人   |
| 栗木台3丁目 | 342世帯   | 801人   |
| 栗木台4丁目 | 368世帯   | 845人   |
| 栗木台5丁目 | 432世帯   | 959人   |
| 計          | 2,181世帯 | 4,724人 |

### 人口の変遷
国勢調査による人口の推移。
| 年                 | 人口  |
| ------------------ | ----- |
| 1995年（平成7年）  | 2,553 |
| 2000年（平成12年） | 2,842 |
| 2005年（平成17年） | 4,170 |
| 2010年（平成22年） | 4,541 |
| 2015年（平成27年） | 4,422 |
| 2020年（令和2年）  | 4,778 |

### 世帯数の変遷
国勢調査による世帯数の推移。
| 年                 | 世帯数 |
| ------------------ | ------ |
| 1995年（平成7年）  | 956    |
| 2000年（平成12年） | 1,107  |
| 2005年（平成17年） | 1,561  |
| 2010年（平成22年） | 1,703  |
| 2015年（平成27年） | 1,721  |
| 2020年（令和2年）  | 1,941  |

## 学区
市立小・中学校に通う場合、学区は以下の通りとなる（2021年12月時点）。
| 番・番地等 | 小学校               | 中学校             |
| ---------- | -------------------- | ------------------ |
| 全域       | 川崎市立栗木台小学校 | 川崎市立白鳥中学校 |

## 事業所
2021年（令和3年）現在の経済センサス調査による事業所数と従業員数は以下の通りである。
| 丁目        | 事業所数 | 従業員数 |
| ----------- | -------- | -------- |
| 栗木台1丁目 | 22事業所 | 168人    |
| 栗木台2丁目 | 6事業所  | 78人     |
| 栗木台3丁目 | 2事業所  | 5人      |
| 栗木台4丁目 | 15事業所 | 53人     |
| 栗木台5丁目 | 8事業所  | 99人     |
| 計          | 53事業所 | 403人    |

### 事業者数の変遷
経済センサスによる事業所数の推移。
| 年                 | 事業者数 |
| ------------------ | -------- |
| 2016年（平成28年） | 37       |
| 2021年（令和3年）  | 53       |

### 従業員数の変遷
経済センサスによる従業員数の推移。
| 年                 | 従業員数 |
| ------------------ | -------- |
| 2016年（平成28年） | 239      |
| 2021年（令和3年）  | 403      |

## 施設
- 川崎市立栗木台小学校
- 川崎市消防局麻生消防署栗木出張所

## その他

### 日本郵便
- 郵便番号 : 215-0032[3]（集配局：麻生郵便局[24]）

### 警察
町内の警察の管轄区域は以下の通りである。
| 丁目        | 番・番地等 | 警察署     | 交番・駐在所 |
| ----------- | ---------- | ---------- | ------------ |
| 栗木台1丁目 | 全域       | 麻生警察署 | 栗平駅前交番 |
| 栗木台2丁目 | 全域       | 麻生警察署 | 栗平駅前交番 |
| 栗木台3丁目 | 全域       | 麻生警察署 | 栗平駅前交番 |
| 栗木台4丁目 | 全域       | 麻生警察署 | 栗平駅前交番 |
| 栗木台5丁目 | 全域       | 麻生警察署 | 栗平駅前交番 |